# Port lotniczy Subic Bay
Port lotniczy Subic Bay (IATA: SFS, ICAO: RPLB) – port lotniczy położony Olongapo, na Filipinach. Służy jako drugorzędne lotnisko dla międzynarodowego lotniska w Manili. Port lotniczy używany jest przez Naval Air Station Cubi Point United States Navy. Jego terminal lotniczy ma 2 bramki.

## Linie lotnicze i połączenia
| Linia Lotnicza | Kierunek              |
| -------------- | --------------------- |
| Air Juan       | 1. Manila–CCP Complex |

### Cargo
- Corporate Air
- Vietnam Airlines